# Otto Haftl
Otto Haftl (29 novembre 1902 – 16 settembre 1995) è stato un calciatore austriaco, di ruolo attaccante.

## Carriera

### Club
Ha giocato nel campionato austriaco e ceco.

### Nazionale
Ha collezionato 3 presenze con la Nazionale austriaca.